# Coppa Italia di pallacanestro maschile 2015
La Coppa Italia di pallacanestro maschile 2015, denominata Beko Final Eight 2015 per ragioni di sponsorizzazione, si è svolta dal 20 al 22 febbraio 2015 presso il PalaDesio di Desio.
Come la precedente edizione, la competizione si è disputata nell'arco di tre giorni. I quarti di finale si sono disputati, infatti, interamente nella giornata del 20 febbraio.

## Squadre
Le squadre qualificate sono le prime otto classificate al termine del girone di andata della Serie A 2014-2015.
1. EA7 Emporio Armani Milano
2. Banco di Sardegna Sassari
3. Grissin Bon Reggio Emilia
4. Umana Venezia
5. Enel Brindisi
6. Dolomiti Energia Trento
7. Vanoli Cremona
8. Sidigas Avellino

## Tabellone
|  | Quarti di finale 20 febbraio | Quarti di finale 20 febbraio | Quarti di finale 20 febbraio |                |                | Semifinali 21 febbraio | Semifinali 21 febbraio | Semifinali 21 febbraio |  |  | Finale 22 febbraio | Finale 22 febbraio | Finale 22 febbraio |
|  |                              |                              |                              |                |                |                        |                        |                        |  |  |                    |                    |                    |
|  | 1                            | Olimpia Milano               | 60                           |                |                |                        |                        |                        |  |  |                    |                    |                    |
|  | 8                            | Scandone Avellino            | 58                           |                |                |                        |                        |                        |  |  |                    |                    |                    |
|  | 8                            | Scandone Avellino            | 58                           |                | 1              | Olimpia Milano         | 76                     |                        |  |  |                    |                    |                    |
|  |                              |                              |                              |                | 1              | Olimpia Milano         | 76                     |                        |  |  |                    |                    |                    |
|  |                              | 5                            | N.B. Brindisi                | 65             |                |                        |                        |                        |  |  |                    |                    |                    |
|  | 4                            | 5                            | N.B. Brindisi                | 65             | Reyer Venezia  | 70                     |                        |                        |  |  |                    |                    |                    |
|  | 4                            |                              |                              |                | Reyer Venezia  | 70                     |                        |                        |  |  |                    |                    |                    |
|  | 5                            | N.B. Brindisi                | 80                           |                |                |                        |                        |                        |  |  |                    |                    |                    |
|  |                              |                              |                              |                |                |                        |                        |                        |  |  | 1                  | Olimpia Milano     | 94                 |
|  |                              |                              | 2                            | Dinamo Sassari | 101            |                        |                        |                        |  |  |                    |                    |                    |
|  | 3                            | Pall. Reggiana               | 80                           |                |                |                        |                        |                        |  |  |                    |                    |                    |
|  | 6                            | Aquila Trento                | 77                           |                |                |                        |                        |                        |  |  |                    |                    |                    |
|  | 6                            | Aquila Trento                | 77                           |                | 3              | Pall. Reggiana         | 65                     |                        |  |  |                    |                    |                    |
|  |                              |                              |                              |                | 3              | Pall. Reggiana         | 65                     |                        |  |  |                    |                    |                    |
|  |                              | 2                            | Dinamo Sassari               | 77             |                |                        |                        |                        |  |  |                    |                    |                    |
|  | 2                            | 2                            | Dinamo Sassari               | 77             | Dinamo Sassari | 74                     |                        |                        |  |  |                    |                    |                    |
|  | 2                            |                              |                              |                | Dinamo Sassari | 74                     |                        |                        |  |  |                    |                    |                    |
|  | 7                            | Vanoli Cremona               | 63                           |                |                |                        |                        |                        |  |  |                    |                    |                    |

### Tabellini

#### Quarti di finale
| Arbitri: | Alessandro Martolini (Roma) Michele Rossi (Anghiari) Alessandro Vicino (Argelato) |

|                                   |          |                                       |
| P. Goss 17 T. Ress 12 H. Perić 11 | Punti    | 27 J. Pullen 12 M. Denmon 12 D. James |
| J. Stone, P. Goss, J. Jackson 3   | Assist   | 3 quattro giocatori                   |
| B. Ortner 5                       | Rimbalzi | 8 J. Mays                             |

| Arbitri: | Lamonica (Roseto degli Abruzzi) Di Francesco (Teramo) Sardella (Rimini) |

|                            |          |                                    |
| Sosa 14 Dyson 12 Brooks 11 | Punti    | 16 Clark 10 Bell 9 Campani, Daniel |
| Dyson, Sosa 4              | Assist   | 5 Vitali                           |
| Lawal 11                   | Rimbalzi | 7 Daniel, Gazzotti                 |

| Arbitri: | Begnis (Crema) Baldini (Firenze) Filippini (San Lazzaro di Savena) |

|                                          |          |                                          |
| A. Cinciarini 16 D. Diener 14 R. Cervi 9 | Punti    | 19 J. Owens 14 T. Mitchell 10 D. Pascolo |
| A. Cinciarini 9                          | Assist   | 6 J. Sanders                             |
| R. Cervi 9                               | Rimbalzi | 10 T. Mitchell                           |

| Arbitri: | Paternicò (Piazza Armerina) Sabetta (Termoli) Bartoli (Trieste) |

|                                                     |          |                                     |
| S. Samuels 19 L. Kleiza 10 A. Gentile, D. Hackett 8 | Punti    | 19 J. Harper 15 Á. Hanga 9 A. Banks |
| D. Hackett 5                                        | Assist   | 3 Á. Hanga                          |
| S. Samuels 12                                       | Rimbalzi | 8 Á. Hanga                          |

#### Semifinali
| Arbitri: | Sahin (Messina) Seghetti (Livorno) Biggi (Cassina de' Pecchi) |

|                                       |          |                                                |
| D. Logan 16 J. Dyson 15 R. Sanders 13 | Punti    | 21 R. Kaukėnas 16 A. Cinciarini 14 A. Polonara |
| D. Logan, J. Dyson 4                  | Assist   | 4 A. Cinciarini                                |
| S. Lawal 11                           | Rimbalzi | 7 A. Polonara, R. Cervi                        |

| Arbitri: | Taurino (Vignola) Bettini (Bologna) Chiari (Ponzano Veneto) |

|                                                   |          |                                        |
| M. Brooks 14 S. Samuels 13 D. Hackett, D. Moss 12 | Punti    | 17 M. Denmon 12 J. Pullen 10 D. Harper |
| D. Hackett 7                                      | Assist   | 5 D. James                             |
| N. Melli, L. Kleiza, S. Samuels, D. Moss 5        | Rimbalzi | 9 D. James                             |

#### Finale
| Arbitri: | Lamonica (Roseto degli Abruzzi) Di Francesco (Teramo) Sardella (Rimini) |

|                                        |            |                              |
| Ragland 21 Brooks 18 Melli, Hackett 12 | Punti      | 27 Dyson 25 Logan 20 Sanders |
| Hackett 6                              | Assist     | 4 Sosa                       |
| Hackett, Kleiza 9                      | Rimbalzi   | 7 Sanders                    |
| Luca Banchi                            | Allenatori | Meo Sacchetti                |

| Quintetto titolare | Quintetto titolare | Quintetto titolare | Pt   | Rim  | Ass  |
| ------------------ | ------------------ | ------------------ | ---- | ---- | ---- |
| GA                 | 3                  | MarShon Brooks     | 18   | 2    | 2    |
| AC                 | 9                  | Nicolò Melli       | 12   | 1    | 2    |
| PG                 | 23                 | Daniel Hackett     | 12   | 9    | 6    |
| AC                 | 24                 | Samardo Samuels    | 10   | 3    | 0    |
| GA                 | 34                 | David Moss         | 6    | 4    | 1    |
| Panchina:          |                    |                    |      |      |      |
| P                  | 1                  | Joe Ragland        | 21   | 2    | 4    |
| GA                 | 5                  | Alessandro Gentile | 5    | 1    | 0    |
| AC                 | 6                  | Angelo Gigli       | n.e. | n.e. | n.e. |
| GA                 | 7                  | Bruno Cerella      | n.e. | n.e. | n.e. |
| P                  | 10                 | Trent Meacham      | 0    | 0    | 0    |
| A                  | 11                 | Linas Kleiza       | 8    | 9    | 0    |
| AC                 | 21                 | Shawn James        | 2    | 3    | 0    |
| Allenatore:        |                    |                    |      |      |      |
| Luca Banchi        |                    |                    |      |      |      |

| Olimpia Milano |  | Dinamo Sassari |

| Vincitrice Coppa Italia 2015 |
| ---------------------------- |
| Dinamo Sassari 2º titolo     |

| Quintetto titolare | Quintetto titolare | Quintetto titolare | Pt   | Rim  | Ass  |
| ------------------ | ------------------ | ------------------ | ---- | ---- | ---- |
| PG                 | 3                  | David Logan        | 25   | 2    | 1    |
| GA                 | 7                  | Rakim Sanders      | 20   | 7    | 3    |
| C                  | 9                  | Shane Lawal        | 9    | 6    | 1    |
| PG                 | 11                 | Jerome Dyson       | 27   | 6    | 3    |
| A                  | 21                 | Jeff Brooks        | 6    | 3    | 0    |
| Panchina:          |                    |                    |      |      |      |
| PG                 | 4                  | Édgar Sosa         | 5    | 2    | 4    |
| G                  | 5                  | Matteo Formenti    | 0    | 0    | 0    |
| GA                 | 8                  | Giacomo Devecchi   | 0    | 3    | 0    |
| PG                 | 10                 | Massimo Chessa     | n.e. | n.e. | n.e. |
| A                  | 14                 | Brian Sacchetti    | 5    | 1    | 1    |
| AG                 | 18                 | Manuel Vanuzzo     | n.e. | n.e. | n.e. |
| AC                 | 28                 | Kenny Kadji        | 4    | 1    | 0    |
| Allenatore:        |                    |                    |      |      |      |
| Romeo Sacchetti    |                    |                    |      |      |      |